# George Kolala
George Kolala (3 marzo 1976) è un ex calciatore zambiano, di ruolo portiere.

## Carriera

### Club
Ha trascorso tutta la carriera nel campionato zambiano.

### Nazionale
Con la maglia della Nazionale ha collezionato 8 presenze e una convocazione, nel 2006, per la Coppa d'Africa.